# Abdi İpekçi Park
Abdi İpekçi Park is een open stadspark in de wijk Sihhiye in Ankara. Het park werd in 1981 geopend en was gecreëerd ter nagedachtenis aan de vermoorde Milliyet-journalist Abdi İpekçi. Het park heeft een oppervlakte van 36.800 vierkante meter. Er staat een beeld met richting de hemel geopende handen.
Abdi İpekçi park is een van de belangrijkste parken origineel gesticht in de vroege jaaren van de Republiek.

## Galerij

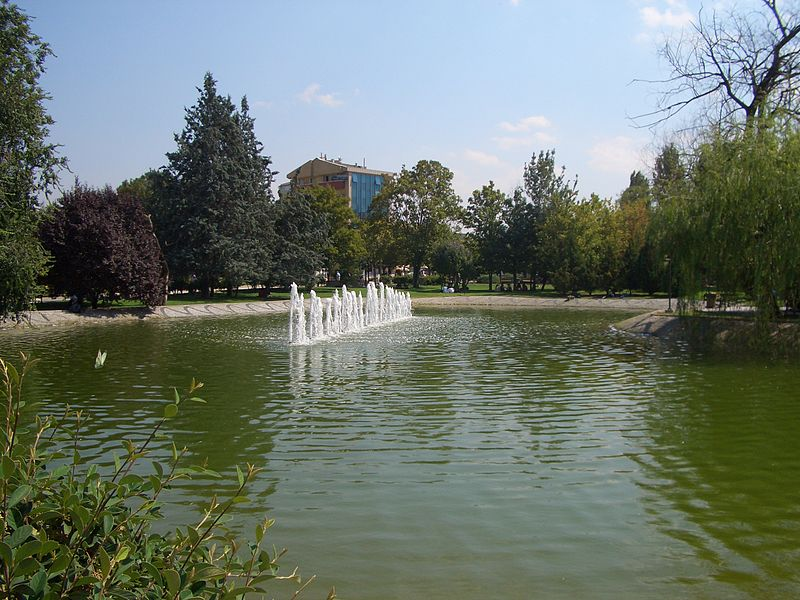
Een vijver in het park
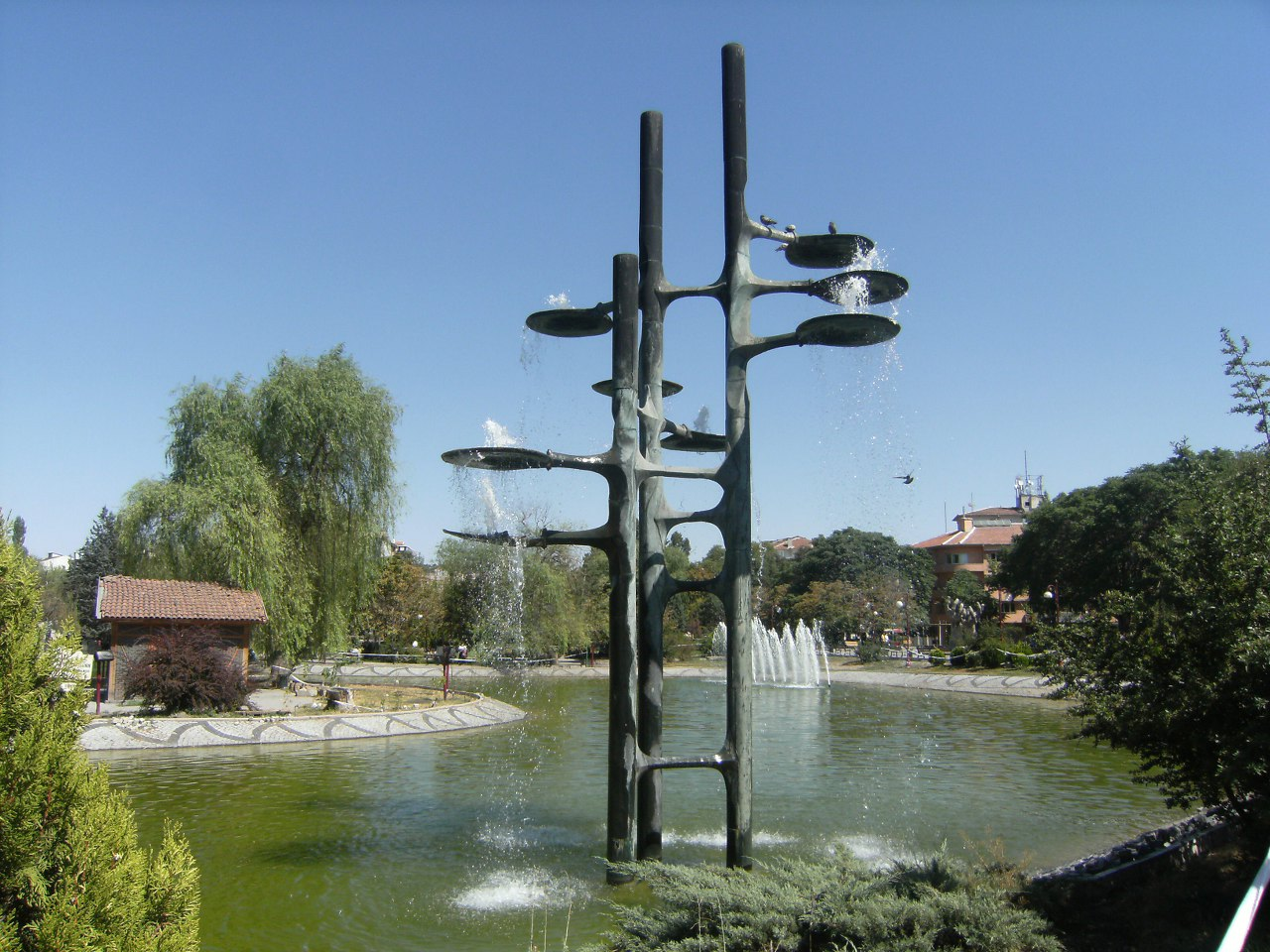
Waterstraal in het vijver